# Ante Uglešić
Ante Uglešić (Božava, 3. rujna 1946 ) hrvatski arhitekt.

## Životopis
Rođen u Božavi na Dugom otoku 1946. godine. Srednju tehničku školu arhitektonskog smjera pohađao u Splitu. Diplomirao na Arhitektonsko – urbanističkom fakultetu u Sarajevu 1970. godine. Tijekom studija povremeno radi kod arhitekta Zlatka Ugljena, tada asistenta prof. Jahiela Fincija.  Nakon studija 1971. godine zapošljava se u Zavodu za urbanizam i komunalnu djelatnost u Zadru gdje radi do 1976. godine a nakon toga od 1976. do 1991. godine djeluje u projektnom poduzeću Donat u Zadru. 

Od 1991. vodi vlastiti projektni ured FORVM d.o.o. u Zadru. U Zavodu za urbanizam i komunalnu djelatnost u Zadru bavi se prostornim planiranjem i urbanizmom, dok u projektnom poduzeću Donat radi na arhitektonskom projektiranju u čemu mu koristi stečeno iskustvo na prostornom planiranju i urbanizmu.

Sudjeluje u nizu povjerenstava za arhitektonske natječaje, bio je član povjerenstva za državnu Nagradu Vladimir Nazor te povjerenstva za arhitektonsku uspješnost Grada Zadra.

## Značajniji projekti
(nepotpun popis)
- Proširenje gradskog groblja u Zadru (1975.)
- Višestambena zgrada ul. Put Petrića u Zadru (1980. – 1981.)
- Kompleks MARINE u gradskoj luci Zadar (1982.)
- Upravna zgrada TANKERKOMERC Zadar (1985. – 1986.)
- Plažni objekt BORIK Zadar (1987. – 1989)
- Centar za otkup i distribuciju ribe GAŽENICA Zadar (1987. -.1992)
- Ulaz na plažu BORIK Zadar (1988. – 1989.)
- Ulica Šimuna Kozičića Benje Zadar (1995. – 1998.)
- CARDO MAXIMUS uz FORUM s pripadajućim trgom Zadar (1998.)
- Trg BRCE Biograd (2004. – 2009.)
- Nautička i domicilna lučica PREKO otok Ugljan (2005. – 2007.)
- Poljana pape Ivana Pavla II. u Zadru (2005. – 2010.)

## Nagrade i priznanja
- 1983. – godišnja nagrada „Viktor Kovačić“ za arhitekturu, kompleks MARINE u Zadru[2]
- 1984. – priznanje Zagrebačkog salona za kompleks MARINE u Zadru,[2]
- 1985. – godišnja nagrada za arhitekturu lista "Slobodna Dalmacija" za upravnu zgradu „TANKERKOMERC“ u Zadru,[2]
- 2000. – na 35. „Zagrebačkom salonu“ nagrada hrvatske sekcije likovnih kritičara AICA-e za projekt CARDO MAXIMUS s pripadajućim trgom – Zadar, 2. faza,
- 2010. – godišnja nagrada Grada Zadra za zapažene rezultate i zasluge na području arhitekture i urbanizma,[3]
- 2011. – nagrada Jadrankamena „KAMEN U ARHITEKTURI“,[4]
- 2011. – međunarodna graditeljska nagrada CEMEX (Mexico), 2.nagrada za područje arhitektura i infrastruktura, za POLJANU PAPE IVANA PAVLA II u Zadru.[5]
- 2024. – Grb Grada Zadra za uzorne uspjehe i rezultate postignute u području arhitekture[6]

## Izložbe
- Piranski dnevi arhitekture 1989.- skupna izložba, ULAZ NA PLAŽU BORIK u Zadru,
- 1991. Zagrebački salon; POSEBNOSTI – Marina u Zadru, autorski odabir arh. Polaka,
- Sudjelovanje na Zagrebačkim salonima i godišnjim izložbama realizacija arhitekture.
- Centar za suvremenu umjetnost, Barcelona, 1999.;  „Europa – suvremeni urbani prostor“, skupina autora, u odabiru dr. Fedora Kritovca (rad Ulica Šimuna Kozičića Benje – cardo maximus uz zadarski forum)

## Galerija radova
- Ante Uglešić, Kompleks "MARINE ZADAR" u Zadru, zgrada uprave i recepcije, 1982.
- Ante Uglešić, Kompleks "MARINE ZADAR" u Zadru, zgrada kockarnice, 1990.
- Ante Uglešić, poslovna zgrada TANKERKOMERC u Zadru, 1986.
- Ante Uglešić, zgrada recepcije i sanitarnog čvora marine Preko, 2007.
- Ante Uglešić, Poljana pape Ivana Pavla II u Zadru, 2010.

## Vanjske poveznice
- Službena stranica